# Impresora virtual
Una impresora virtual es un software que actúa como un driver de impresora que, físicamente, no existe.
Cuando un usuario imprime un documento, empleando este driver, el software imprimirá el documento a un archivo configurado por el usuario.

## Usos frecuentes
- Creación de archivos PDF.[2]
- Envío de documentos a un servidor de fax.
- Convertir documentos en imágenes (jpg, tiff...).
- Permite configurar parámetros que, muchas veces, no se permiten en las impresoras físicas, tales como imprimir marcas de agua, omitir márgenes, etc.